# Beowulf
Beowulf é um poema épico, escrito em língua anglo-saxã, por autor desconhecido, possivelmente no século VIII, cujo único manuscrito existente está datado ca. 1 000. Escrito em 3 182 linhas, com o emprego de aliteração, é o poema mais longo do pequeno conjunto da literatura anglo-saxã, e um marco da literatura medieval. Aborda eventuais acontecimentos e personagens da Dinamarca, e em menor grau do sul da Suécia, no século VI, tendo como figura central o lendário Beowulf.
Apesar de haver sido escrito na atual Inglaterra, a história se refere a eventos ocorridos na Escandinávia, mais especificamente nas atuais Suécia e Dinamarca. O poema está centrado nos feitos de Beowulf, herói da tribo dos gēatas – talvez identificáveis com os Gautas da Gotalândia (Suécia) ou os Gutas da ilha da Gotlândia – que com sua excepcional força e coragem livra os dinamarqueses da ameaça de dois monstros diabólicos e, já coroado rei do seu povo, combate e mata um dragão, numa batalha que acaba por custar-lhe a vida.
O único manuscrito existente do Beowulf data do século XI, mas acredita-se que o poema original possa ter sido escrito antes. A narrativa é lendária, mas alguns eventos e personagens possivelmente históricos dos séculos V e VI são também referidos no texto.

## História
O poema narra as aventuras de Beowulf, herói com força sobre-humana, originário da tribo dos gēatas. Ao ouvir as desventuras que afligem a corte do rei Rodogário/Hrothgar, na Dinamarca, Beowulf viaja com um pequeno grupo de guerreiros a esse país, onde é recebido pelo rei em Heorot, o grandioso salão da corte. Logo ao chegar o herói se oferece para livrar Rodogário e seu povo dos ataques de Grendel, uma criatura monstruosa, descrita como descendente do clã de Caim e verdadeiro símbolo do mal encarnado, que devora homens inteiros. O herói vence e mata Grendel em duelo, utilizando como arma apenas as suas mãos nuas. Seguidamente, a mãe de Grendel, também uma criatura monstruosa, vem vingar a morte do filho com novas carnificinas. Beowulf segue seu rastro até uma caverna submarina, localizada num lago habitado por monstros aquáticos, onde a combate e vence com uma poderosa espada, criada para matar gigantes. Depois desta aventura, Beowulf e seus guerreiros retornam por mar à terra dos gautas.

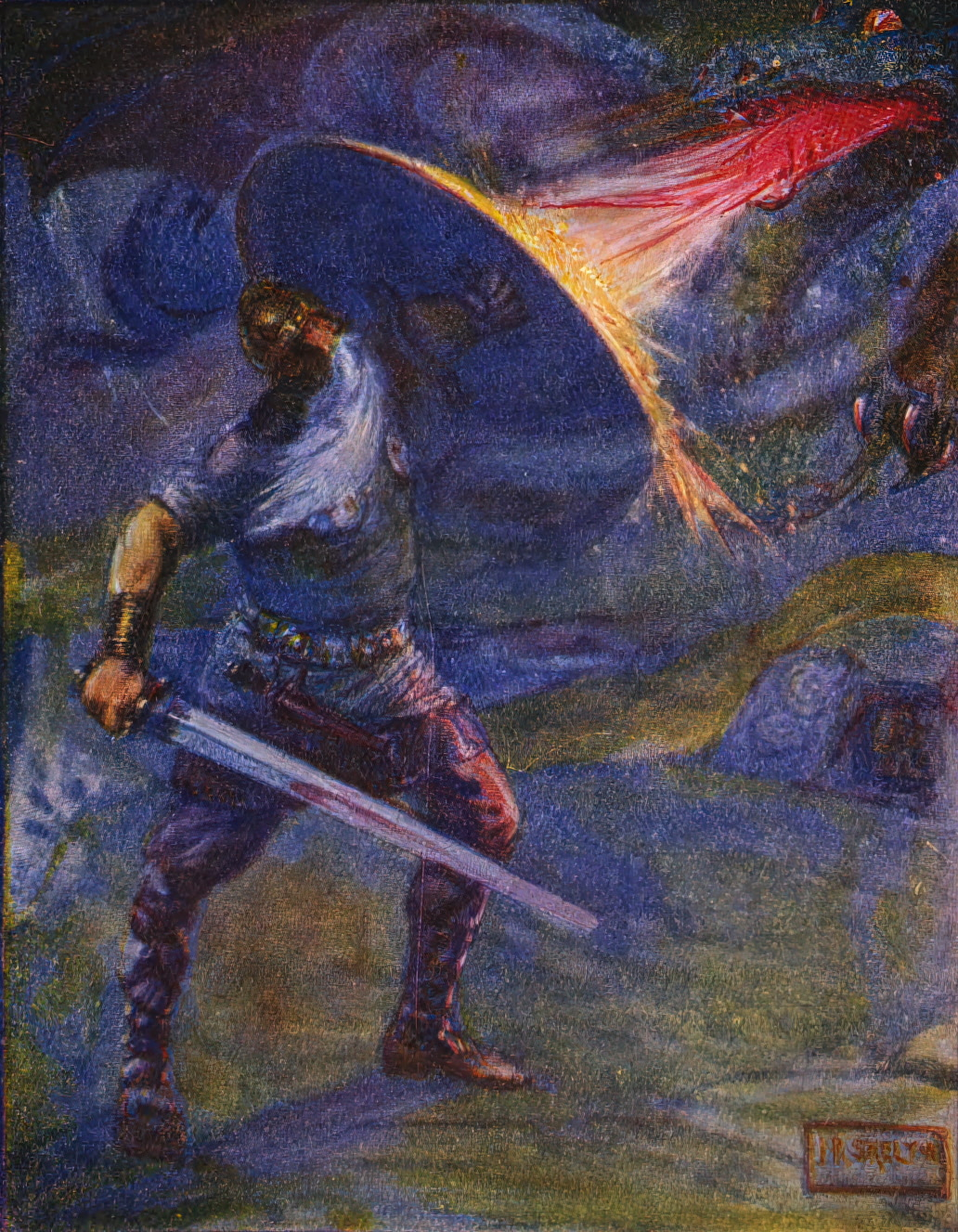
Beowulf enfrenta o dragão. Ilustração de um livro infantil de 1908

O relato então é cortado por uma longa elipse temporal e encontramos o mesmo Beowulf, já idoso e rei entronado do seu país. A chegada de Beowulf ao trono é explicada rapidamente: o rei Hygelac morre numa batalha contra os frísios, sendo sucedido por seu filho Heardred. Este é mais tarde morto numa batalha contra as tropas suecas do rei Onela, deixando vazio o trono gauta, que é ocupado por Beowulf.

Cinquenta anos após ser entronado, Beowulf necessita livrar seu reino de um dragão, que fora despertado por um servo que roubara uma taça do seu tesouro ancestral, guardado sob a terra numa mamoa (um monte funerário feito pelo homem). Beowulf, munido de uma espada (a espada que reza a lenda é a de Excalibur que retornou a Avalone ficou com um formato diferente) e um escudo de ferro, entra na caverna onde se encontra o tesouro e o dragão cuspidor de fogo, travando com ele uma feroz batalha. Wiglaf, o mais fiel dos seus guerreiros, entra na caverna e ajuda o rei a matar a criatura, derrubada por uma estocada fatal de Beowulf. Esta termina sendo a última aventura do herói, que morre devido às terríveis feridas causadas pelo monstro. O poema termina com o funeral de Beowulf, que é enterrado com o tesouro numa mamoa num monte junto ao mar, de onde os navegantes a pudessem ver.

### Interpretação
O poema reflete a época violenta em que foi escrito, cheio de sangrentas batalhas, em que os valores mais estimados são a honra, a coragem e a fortaleza. Outro valor central na época e refletido no texto é a lealdade e respeito entre os guerreiros vassalos e seu rei. Em recompensa pelos serviços prestados pelos seus guerreiros, o soberano lhes oferece riquezas (jóias, ouro, armas, cavalos) e terras. No poema, Beowulf demonstra frequentemente sua extrema lealdade ao rei dinamarquês Rodogário e os reis gautas Higélaco e Heardred.
Vários personagens, tribos e acontecimentos do poema revelam que o relato se passa no século VI. Personagens semilendários como os reis Rodogário e Higélaco (mas não Beowulf), aparecem em crônicas e sagas escandinavas, e a batalha contra os frísios em que morre Higélaco é possivelmente histórica, coincidindo com uma batalha travada no ano de 516 referida por Gregório de Tours. Beowulf, porém, deve ser visto como um poema criado para o entretenimento e não como crônica histórica.
Na época dos eventos narrados no poema os povos escandinavos eram ainda pagãos, mas o texto contém algumas referências a Bíblia e a Jesus Cristo, sem dúvida pelo fato de que os escribas eram já cristãos. Muitos aspectos da narrativa são, porém, mais condizentes com valores germânicos pagãos. Beowulf entra nas suas batalhas convencido de que não é apenas sua capacidade que decide o resultado, mas também a força sobrenatural do destino, um aspecto típico das sociedades germânicas guerreiras da época. Em outros trechos, porém, o narrador atribui o resultado favorável das batalhas à vontade de Deus.

## Manuscrito e autoria
O único manuscrito de Beowulf, escrito por volta do ano 1000, é parte de um códice maior, denominado Cotton Vitellius A.XV e conservado atualmente na Biblioteca Britânica, em Londres. Sabe-se que este códice quase se perdeu em 1731, quando a biblioteca onde se encontrava – a Cotton Library – incendiou-se. Desde então o manuscrito está chamuscado e perderam-se várias letras. O primeiro acadêmico a estudar o manuscrito foi o islandês Grímur Jónsson Thorkelin, que a partir de 1786 começou a transcrever texto, publicando seus resultados em 1815.
A análise do manuscrito revela que o mesmo foi transcrito por dois escribas, um escriba "A" (do início até a linha 1939) seguido de um escriba "B", cuja linguagem é considerada mais arcaica. Não há consenso sobre quando o poema original terá sido composto, variando as opiniões entre o século VIII até o início do século XI, época em que o manuscrito foi transcrito. Alguns estudiosos acreditam que Beowulf era originalmente uma obra recitada por poetas, passada de geração em geração oralmente antes de ser passado ao papel. Outros creem que o poema é criação de um ou poucos autores já perto do século XI.

## Forma poética
Beowulf, como outros poemas anglo-saxões, não faz uso da rima, mas está escrito em versos aliterativos, em que a primeira metade de cada verso está ligado a segunda metade por sílabas de som similar. Por exemplo:
Oft Scyld Scefing \\ sceaþena þreatum
monegum mægþum \\ meodosetla ofteah,

Frequentemente Scyld, o Sciefing \\ de muitos inimigos
e de muitas tribos \\ a mesa de hidromel destruiu,
Outra característica típica do poema é presença de kennings, uma figura de linguagem empregada para referir-se poeticamente a uma pessoa ou uma coisa. O mar, por exemplo, é referido como o "caminho da baleia", e um rei pode ser chamado de "portador da coroa".

## Personagens principais
- Beowulf: Herói gēata que vive em busca de aventuras que imortalizem seu nome. Finalmente é coroado rei dos gautas
- Rodogário: Rei dinamarquês cujo reino é acossado pelos monstros, posteriormente mortos por Beowulf
- Higélaco: Tio de Beowulf e rei dos gēata. Ao morrer em batalha, seu reino é herdado por seu filho e depois por Beowulf
- Grendel: Criatura sanguinária, primeiro oponente de Beowulf. Ele ataca o salão de festas de Heoroto sempre que ali há uma comemoração
- Unferdo: Guerreiro de Rodogário retratado como invejoso e covarde. O oposto de Beowulf
- Mãe de Grendel: Um monstro fêmea que jura vingança aos dinamarqueses ao ver seu filho morto por Beowulf
- Viglafo: O mais fiel dos guerreiros de Beowulf, ajuda-o a matar o dragão

## Traduções
As primeiras traduções de trechos de Beowulf foram realizadas no início do século XIX para o inglês moderno (1805 e 1814). A primeira tradução completa, apesar de conter muitos erros, foi feita para o latim em 1815, e a primeira tradução em verso foi para o dinamarquês em 1820. Isso foi seguido pela primeira tradução (em prosa) completa ao inglês em 1837, por John Kemble. A partir de então muitas outras versões foram publicadas. Uma das mais festejadas é a versão poética de Seamus Heaney (2000), escritor irlandês Premio Nobel de Literatura.
Em Português brasileiro há duas traduções: a primeira, tendo como base o texto original em inglês arcaico e textos de duas das edições em inglês moderno, é de Ary Gonzalez Galvão, com introdução e notas. Posteriormente foi publicada uma nova tradução em versos, bilíngue, de Erick Ramalho, também com introdução e notas. Em Português europeu, também há uma tradução feita por Angélica Varandas e Luísa Azuaga.
- ANÔNIMO. Beowulf. Trad., intro. e notas de Ary Gonzalez Galvão. São Paulo: Hucitec, 1992[8]
- ANÔNIMO. Beowulf. Trad., intro. e notas de Erick Ramalho. Belo Horizonte: Tessitura, 2007
- ANÓNIMO. Beowulf. Trad., intro. e notas de Luísa Azuaga e Angélica Varandas. Lisboa: Assírio & Alvim

## Influência
Este épico poema, um marco na literatura medieval, serviu como uma das fontes de inspiração para outras obras literárias, incluindo a renomada saga do escritor inglês J. R. R. Tolkien, O Senhor dos Anéis. Também foi várias vezes adaptada ao cinema, sendo a produção com maior êxito, o longa Beowulf, lançado em 2007, dirigido por Robert Zemeckis e com o roteiro de Neil Gaiman e Roger Avary, numa realização conjunta da Paramount Pictures, da Shangri-La Entertainment e da Warner Bros. Studios. Todo o filme foi gravado a partir da tecnologia de uma câmera especial, de captura de movimento. O filme contou com o ator Ray Winstone no papel principal, além de Anthony Hopkins como Rei Rodogário e Angelina Jolie como a sedutora monstro-fêmea, mãe de Grendel. Beowulf teve um orçamento de 150 milhões de dólares e obteve uma arrecadação total de US$ 196,3 milhões.